# Guayarte
Plaza Guayarte es una plaza de Guayaquil de contenido cultural, artístico y gastronómico, ubicada en la avenida Carlos Julio Arosemena, al final del Parque Lineal del Estero Salado y junto a la Universidad de Guayaquil. Su enfoque es principalmente dar apertura a artistas urbanos y emprendedores para la realización de proyectos artísticos y de contenido cultural al aire libre.

## Historia
El espacio físico se inauguró el 29 de noviembre de 2018. Este consta de tres etapas: Plaza Gastronómica, ubicada en la intersección de las ciudadelas Kennedy y Urdesa, el Puente de la Juventud (Puente Zigzag) y la Plaza de Actividades Artísticas que corresponde al último tramo del Parque Lineal del Estero Salado, frente a la Universidad Católica de Santiago de Guayaquil, en la avenida Carlos Julio Arosemena.

## Decadencia
Durante la pandemia por Covid-19, el lugar sufrió de deterioro y abandono debido al cierre de gran parte de los locales de comida y entretenimiento que ofertaban sus servicios en la zona, además de la gran ola de violencia que ha estado sufriendo la ciudad, esto a su vez ha provocado un menor interés por parte de los ciudadanos que frecuentaban la plaza con regularidad en años anteriores.

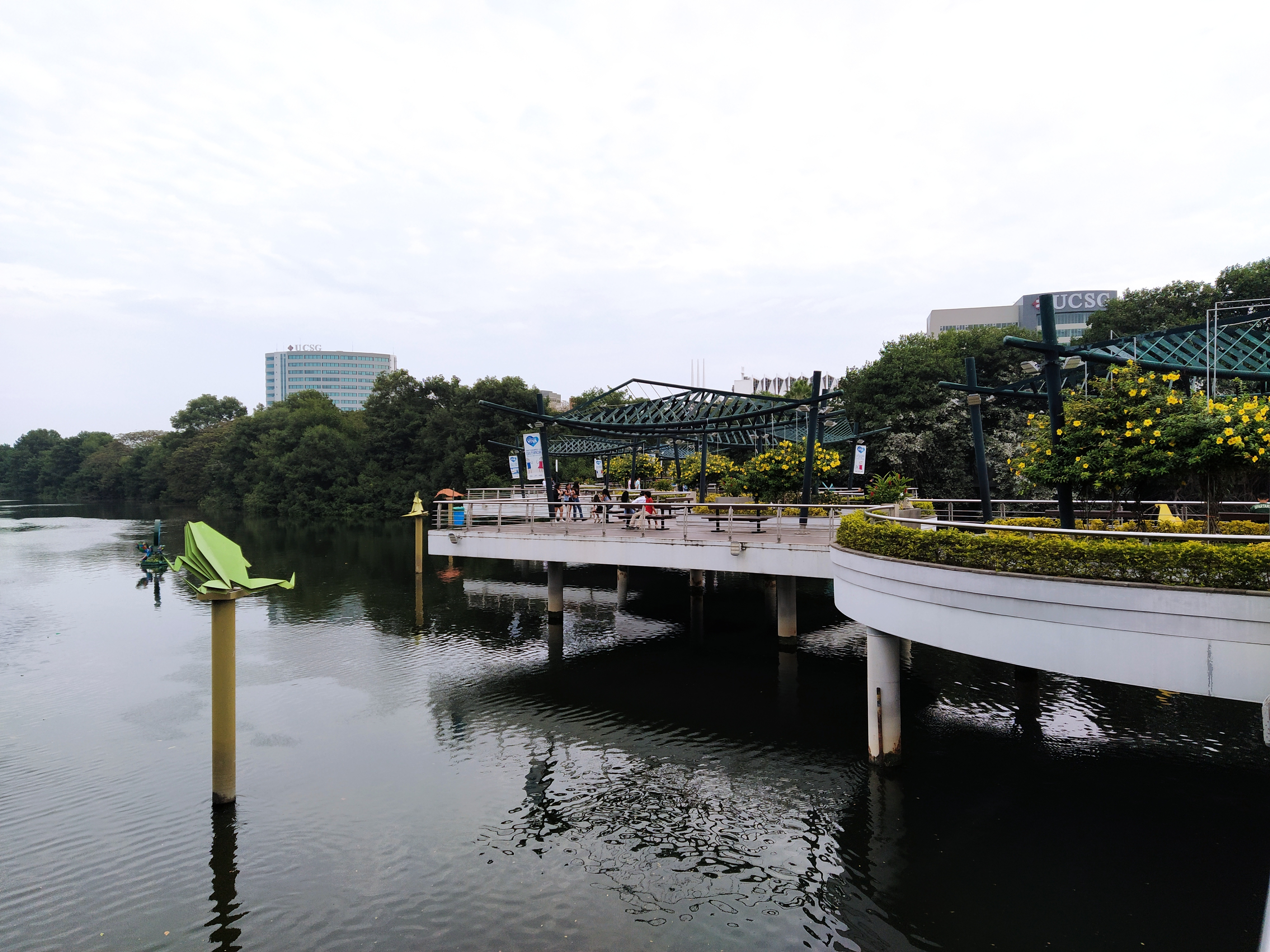
El Puente Zigzag cruza el Estero Salado y une ambos extremos de la Plaza Guayarte.

En 2023, el alcalde de Guayaquil, Aquiles Alvarez, reveló que el lugar no contaba con los permisos necesarios del Cuerpo de Bomberos y que presentaba un riesgo de seguridad para la ciudadanía, por esta razón, el 2 julio del mismo año se produjo un cierre temporal para efectuar el debido mantenimiento de su infraestructura. Durante más tres meses permaneció sin entrada al público, hasta finales de octubre. Aún después de estos acontecimientos, no se logró una reactivación completa de la zona, quedando únicamente 8 locales en funcionamiento, de los cincuenta y cuatro que tuvo inicialmente, en su apertura, a finales de 2018. Según el Municipio, más locales abrirían progresivamente luego de concretar un mantenimiento integral de los contenedores metálicos de carga aún oxidados y en mal estado, dentro de los cuales funcionarían los negocios, y que tendría un costo de $400.000 dólares.
En marzo de 2024, el Municipio de Guayaquil abrió cursos educativos gratuitos para niños y adultos sobre artes, ciencias y otras áreas, impartidos en la Plaza Guayarte, con el objetivo de atraer visitas frecuentes de personas al lugar, además de ferias de productos de emprendedores del Centro de Emprendimiento EPICO, ubicado dentro de la plaza.